# Ålberga
Ålberga – miejscowość (tätort) w Szwecji, położona w regionie administracyjnym (län) Södermanland (gmina Nyköping).
Miejscowość położona jest ok. 25 km na zachód od Nyköping w prowincji historycznej Södermanland. Przez Ålberga przebiega linia kolejowa Åby (-Norrköping) – Nyköping – Järna (Nyköpingsbanan).
W 2010 r. Ålberga liczyła 247 mieszkańców.